# Satellite Award de la meilleure actrice dans un second rôle dans une série télévisée
Le Satellite Award de la meilleure actrice dans un second rôle dans une série télévisée (Satellite Award for Best Supporting Actress – Series, Miniseries or Television Film) est une récompense de la télévision américaine décernée par  The International Press Academy depuis 1997.
Il récompense les seconds rôles féminins dans les séries télévisées, mini-séries et téléfilms.

## Palmarès
Note : les gagnants sont indiqués en gras.

### Années 1990
De 1997 à 2001 : Meilleure actrice dans un second rôle dans une série télévisée, une mini-série ou un téléfilm.
- 1997 : Kathy Bates pour le rôle de Helen Kushnick dans The Late Shift
  - Cher pour le rôle du Dr Beth Thompson dans If These Walls Could Talk
  - Gail O'Grady pour le rôle de Donna Abandando dans New York Police Blues (NYPD Blue)
  - Greta Scacchi pour le rôle de la tsarine Alexandra dans Raspoutine (Rasputin: Dark Servant of Destiny)
  - Alfre Woodard pour le rôle de la reine de Brobdingnag dans Les Voyages de Gulliver (Gulliver's Travels)

- 1998 : Ellen Barkin pour le rôle de Glory Marie Jackson dans Before Women Had Wings
  - Louise Fletcher pour le rôle de Mrs. Saunders dans Breast Men
  - Bernadette Peters pour le rôle de la belle-mère de Cendrillon dans La Légende de Cendrillon (Cinderella)
  - Mimi Rogers pour le rôle de Ariel Powers dans Weapons of Mass Distraction (en)
  - Mare Winningham pour le rôle de Lurleen Wallace dans George Wallace

- 1999 : Rita Wilson pour le rôle de Susan Borman dans De la Terre à la Lune (From the Earth to the Moon)
  - Jackie Burroughs pour le rôle de Mona "Mother Mucca" Ramsey dans Chroniques de San Francisco (More Tales of the City)
  - Faye Dunaway pour le rôle de Wilhelmina Cooper dans Femme de rêve (Gia)
  - Shirley Knight pour le rôle de Gram dans The Wedding
  - Amy Madigan pour le rôle de Mary Jane Vann dans A Bright Shining Lie

### Années 2000
- 2000 : Aucune récompense

- 2001 : Aucune récompense

- 2002 : Julia Ormond pour le rôle de Miriam Davenport dans Varian's War
  - Tammy Blanchard pour le rôle de Judy Garland (à 17 ans) dans Life with Judy Garland: Me and My Shadows
  - Brenda Blethyn pour le rôle de  Auguste van Pels dans Anne Frank: The Whole Story
  - Jill Hennessy pour le rôle de Jackie Kennedy dans Jackie, Ethel, Joan: The Women of Camelot
  - Lauren Holly pour le rôle de Ethel Kennedy dans Jackie, Ethel, Joan: The Women of Camelot

De 2003 à 2004, 3 catégories : Meilleur acteur dans un second rôle dans une série télévisée dramatique, Meilleur acteur dans un second rôle dans une série télévisée comique et Meilleur acteur dans un second rôle dans une mini-série ou un téléfilm.
- 2003 :
  - Meilleur acteur dans un second rôle dans une série dramatique : Sarah Clarke pour le rôle de Nina Myers dans 24 heures chrono (24)
    - Emma Caulfield pour le rôle d'Anya Jenkins dans Buffy contre les vampires (Buffy the Vampire Slayer)
    - Loretta Devine pour le rôle du juge Victoria Thomson dans Boston Justice (Boston Legal)
    - Alyson Hannigan pour le rôle de Willow Rosenberg dans Buffy contre les vampires (Buffy the Vampire Slayer)
    - Lena Olin pour le rôle d'Irina Derevko dans Alias

  - Meilleur acteur dans un second rôle dans une série comique : Doris Roberts pour le rôle de Marie Barone dans Tout le monde aime Raymond (Everybody Loves Raymond)
    - Kelly Bishop pour le rôle d'Emily Gilmore dans Gilmore Girls
    - Christa Miller pour le rôle de Jordan Sullivan dans Scrubs
    - Megan Mullally pour le rôle de Karen Walker dans Will et Grace (Will and Grace)
    - Cynthia Nixon pour le rôle de Miranda Hobbes dans Sex and the City

  - Meilleur acteur dans un second rôle dans une mini-série ou un téléfilm : Helen Mirren pour le rôle de Madame Porter dans Une question de courage (Door to Door)
    - Queen Latifah pour le rôle de Midge Harmon dans Apparitions
    - Frances Sternhagen pour le rôle de Marge Murray dans Le Projet Laramie (The Laramie Project)
    - Sissy Spacek pour le rôle de Zelda Fitzgerald dans Last Call
    - Amy Madigan pour le rôle de Cindy Wilder dans Just A Dream

- 2004 :
  - Meilleur acteur dans un second rôle dans une série dramatique : Mary Steenburgen pour le rôle de Helen Girardi dans Le Monde de Joan (Joan of Arcadia)
    - Amy Acker pour le rôle de Winifred Burkle dans Angel
    - Adrienne Barbeau pour le rôle de Ruthie dans La Caravane de l'étrange (Carnivàle)
    - Loretta Devine pour le rôle du juge Victoria Thomson dans Boston Justice (Boston Legal)
    - Lena Olin pour le rôle d'Irina Derevko dans Alias
    - Gina Torres pour le rôle de Jasmine dans Angel

  - Meilleur acteur dans un second rôle dans une série comique : Jessica Walter pour le rôle de Lucille Bluth dans Arrested Development
    - Kelly Bishop pour le rôle d'Emily Gilmore dans Gilmore Girls
    - Kim Cattrall pour le rôle de Samantha Jones dans Sex and the City
    - Jane Leeves pour le rôle de Daphne Moon Crane dans Frasier
    - Christa Miller pour le rôle de Jordan Sullivan dans Scrubs
    - Portia de Rossi pour le rôle de Lindsay Bluth Fünke dans Arrested Development

  - Meilleur acteur dans un second rôle dans une mini-série ou un téléfilm : Justine Bateman pour le rôle d'Annie dans Out of Order
    - Emma Thompson pour le rôle de Nurse Emily dans Angels in America
    - Mary-Louise Parker pour le rôle de Harper Pitt dans Angels in America
    - Anne Bancroft pour le rôle de Contessa dans The Roman Spring of Mrs. Stone (en)
    - Jayne Atkinson pour le rôle de Mrs. Gibbs dans Our Town
    - Jane Curtin pour le rôle de Mrs. Webb dans Our Town

Depuis 2005 : Meilleure actrice dans un second rôle.
- 2005 (janvier) : Anjelica Huston pour le rôle de Carrie Chapman Catt dans Iron Jawed Angels
  - Emily Watson pour le rôle d'Anne Sellers dans Moi, Peter Sellers (The Life and Death of Peter Sellers)
  - Helen McCrory pour le rôle de Barbara Villiers, contesse de Castlemaine dans Charles II: The Power and the Passion
  - Mary Stuart Masterson pour le rôle de Helen B. Taussig dans Something the Lord Made
  - Gina McKee pour le rôle de Lalla dans The Lost Prince

- 2005 (décembre) : Lisa Edelstein pour le rôle du Dr Lisa Cuddy dans Dr House (House)
  - Shohreh Aghdashloo pour le rôle de Dina Araz dans 24 heures chrono (24)
  - Jane Alexander pour le rôle de Sara Delano Roosevelt dans Warm Springs
  - Camryn Manheim pour le rôle de Gladys Presley dans Elvis : Une étoile est née (Elvis)
  - Sandra Oh pour le rôle du Dr Cristina Yang dans Grey's Anatomy
  - Polly Walker pour le rôle d'Atia des Julii dans Rome

- 2006 : Julie Benz pour le rôle de Rita Bennett dans Dexter
  - Fionnula Flanagan pour le rôle de Rose Caffee dans Brotherhood
  - Laurie Metcalf pour le rôle de Carolyn Bigsby dans Desperate Housewives
  - Elizabeth Perkins pour le rôle de Celia Hodes dans Weeds
  - Jean Smart pour le rôle de Martha Logan dans 24 heures chrono (24)
  - Vanessa L. Williams pour le rôle de Wilhelmina Slater dans Ugly Betty

- 2007 : Vanessa L. Williams pour le rôle de Wilhelmina Slater dans Ugly Betty
  - Polly Bergen pour le rôle de Stella Wingfield dans Desperate Housewives
  - Judy Davis pour le rôle de Joan McAllister dans Starter Wife (The Starter Wife)
  - Rachel Griffiths pour le rôle de Sarah Walker dans Brothers and Sisters
  - Jaime Pressly pour le rôle de Joy Darville Turner dans Earl
  - Chandra Wilson pour le rôle du Dr Miranda Bailey dans Grey's Anatomy

- 2008 : Fionnula Flanagan pour le rôle de Rose Caffee dans Brotherhood
  - Kristin Chenoweth pour le rôle d'Olive Snook dans Pushing Daisies
  - Laura Dern pour le rôle de Katherine Harris dans Recount
  - Sarah Polley pour le rôle d'Abigail « Nabby » Adams dans John Adams
  - Dianne Wiest pour le rôle de Gina Toll dans En analyse (In Treatment)
  - Chandra Wilson pour le rôle du Dr Miranda Bailey dans Grey's Anatomy

- 2009 : Jane Lynch pour le rôle de Sue Sylvester dans Glee
  - Judy Parfitt pour le rôle de Mrs. Clennam dans La Petite Dorrit (Little Dorrit)
  - Chloë Sevigny pour le rôle de Nicolette "Nicki" Grant dans Big Love
  - Anika Noni Rose pour le rôle de Grace Makutsi dans L'Agence N°1 des dames détectives (The No. 1 Ladies' Detective Agency)
  - Vanessa Lynn Williams pour le rôle de Wilhelmina Slater dans Ugly Betty
  - Cherry Jones pour le rôle de la Présidente Allison Taylor dans 24 heures chrono (24)

### Années 2010
- 2010 : Brenda Vaccaro pour le rôle de Margo Janus dans La Vérité sur Jack (You Don't Know Jack)
  - Julie Bowen pour le rôle de Claire Dunphy dans Modern Family
  - Rose Byrne pour le rôle d'Ellen Parsons dans Damages
  - Sharon Gless pour le rôle de Madeline Westen dans Burn Notice
  - Jane Lynch pour le rôle de Sue Sylvester dans Glee
  - Catherine O'Hara pour le rôle de la Tante Anne dans Temple Grandin
  - Elisabeth Moss pour le rôle de Peggy Olson dans Mad Men
  - Archie Panjabi pour le rôle de Kalinda Sharma dans The Good Wife

- 2011[1] : Vanessa L. Williams pour le rôle de Renee Perry dans Desperate Housewives
  - Michelle Forbes pour le rôle de Mitch Larsen dans The Killing
  - Kelly MacDonald pour le rôle de Margaret Schroeder dans Boardwalk Empire
  - Margo Martindale pour le rôle de Mags Bennet dans Justified
  - Maya Rudolph pour le rôle d'Ava Alexander dans Up All Night
  - Maggie Smith pour le rôle de Violet, Comtesse douairière de Grantham dans Downton Abbey
  - Sofia Vergara pour le rôle de Gloria Delgado-Pritchett dans Modern Family
  - Evan Rachel Wood pour le rôle de Veda Pierce dans Mildred Pierce

- 2012[2] : Maggie Smith pour le rôle de Violet, Comtesse douairière de Grantham dans Downton Abbey
  - Mayim Bialik pour le rôle d'Amy Farrah Fowler dans The Big Bang Theory
  - Christina Hendricks pour le rôle de Joan Harris dans Mad Men
  - Sarah Paulson pour le rôle de Nicolle Wallace dans Game Change
  - Maya Rudolph pour le rôle d'Ava Alexander dans Up All Night
  - Mare Winningham pour le rôle de Sally McCoy dans Hatfields and McCoys

- 2014 : Laura Prepon pour le rôle d'Alex Vause dans Orange Is the New Black
  - Uzo Aduba pour le rôle de Suzanne "Crazy Eyes" Warren dans Orange Is the New Black
  - Kathy Bates pour le rôle de Delphine LaLaurie dans American Horror Story: Coven
  - Emilia Clarke pour le rôle de Daenerys Targaryen dans Game of Thrones
  - Anna Gunn pour le rôle de Skyler White dans Breaking Bad
  - Margo Martindale pour le rôle de Claudia dans The Americans
  - Judy Parfitt pour le rôle de sœur Monica Joan dans Call the Midwife
  - Merritt Wever pour le rôle de Zoey Barkow dans Nurse Jackie

- 2015 : Sarah Paulson pour le rôle de Bette et Dot Tattler dans American Horror Story: Freak Show
  - Ann Dowd pour le rôle de Patti Levin dans The Leftovers
  - Zoe Kazan pour le rôle de Denise Thibodeau dans Olive Kitteridge
  - Michelle Monaghan pour le rôle de Maggie Hart dans True Detective
  - Allison Tolman pour le rôle de Molly Solverson dans Fargo
  - Nicola Walker pour le rôle de Gillian dans Last Tango in Halifax

- 2016 : Rhea Seehorn pour le rôle de Kim Wexler dans Better Call Saul
  - Catherine Keener pour le rôle de Mary Dorman dans Show Me a Hero
  - Regina King pour le rôle de Aliyah Shadeed dans American Crime
  - Helen McCrory pour le rôle de Evelyn Poole dans Penny Dreadful
  - Mo'Nique pour le rôle de Ma Rainey dans Bessie
  - Julie Walters pour le rôle de Cynthia Coffin dans Indian Summers

- 2017 : ex aequo Olivia Colman pour le rôle d'Angela Burr dans  The Night Manager 
 et Rhea Seehorn pour le rôle de Kim Wexler dans  Better Call Saul
  - Lena Headey pour le rôle de Cersei Lannister dans  Game of Thrones
  - Maggie Siff pour le rôle de Wendy Rhoades dans  Billions
  - Maura Tierney pour le rôle de Helen Solloway dans  The Affair
  - Alison Wright pour le rôle de Martha Hanson dans The Americans

- 2018 : Ann Dowd pour le rôle de Tante Lydia dans The Handmaid's Tale : La Servante écarlate
  - Danielle Brooks pour le rôle de Tasha "Taystee" Jefferson dans Orange Is the New Black
  - Judy Davis pour le rôle de Hedda Hopper dans Feud - Bette and Joan
  - Laura Dern pour le rôle de Renata Klein dans Big Little Lies
  - Regina King pour le rôle de Kimara Walters dans American Crime
  - Shailene Woodley pour le rôle de Jane Chapman dans Big Little Lies

- 2019 : Sharon Stone pour le rôle d'Olivia Lake dans Mosaic
  - Penélope Cruzpour le rôle de Donatella Versace dans American Crime Story: The Assassination of Gianni Versace
  - Jennifer Jason Leigh pour le rôle de Eleanor Melrose dans Patrick Melrose
  - Justine Lupe pour le rôle de Holly Gibney dans Mr. Mercedes
  - Nive Nielsen pour le rôle de Lady Silence dans The Terror
  - Emma Thompson pour le rôle de Goneril dans King Lear

### Années 2020
- 2020 : Olivia Colman pour le rôle de la marraine dans Fleabag
  - Patricia Arquette pour le rôle de Dee Dee Blanchard dans The Act
  - Alex Borstein pour le rôle de Susie Myerson dans Mme Maisel, femme fabuleuse
  - Toni Collette pour le rôle de l'inspectrice Grace Rasmussen dans Unbelievable
  - Meryl Streep pour le rôle de Mary Louise Wright dans Big Little Lies
  - Emily Watson pour le rôle d'Ulana Khomyuk dans Chernobyl
  - Naomi Watts pour le rôle de Gretchen Carlson dans The Loudest Voice

- 2021 : Tracey Ullman dans Mrs. America
  - Gillian Anderson dans The Crown
  - Jessie Buckley dans Fargo
  - Emma Corrin dans The Crown
  - Hope Davis dans Your Honor
  - Noma Dumezweni dans The Undoing

- 2022 : Lisa Edelstein dans The Kominsky Method (Netflix)
  - Jenifer Lewis dans Black-ish(ABC)
  - Julianne Nicholson dans Mare of Easttown (HBO)
  - Sarah Paulson dans American Crime Story: Impeachment (FX)
  - Anja Savcic dans Big Sky (ABC)
  - Jean Smart dans Mare of Easttown (HBO)

- 2023 : Juno Temple pour The Offer
  - Sally Field pour Winning Time: The Rise of the Lakers Dynasty
  - Cassidy Freeman pour The Righteous Gemstones
  - Melanie Lynskey pour Candy
  - Cynthia Nixon pour The Gilded Age
  - Evan Rachel Wood pour Weird: The Al Yankovic Story

- 2024 : Christina Ricci – Yellowjackets
  - Elizabeth Debicki – The Crown
  - J. Smith-Cameron – Succession
  - Meryl Streep – Only Murders in the Building
  - Hannah Waddingham – Ted Lasso
  - Merritt Wever – Tiny Beautiful Things